# Lincoln Stars
Lincoln Stars är ett amerikanskt juniorishockeylag som spelar i United States Hockey League (USHL) sedan 1996 när laget grundades. De spelar sina hemmamatcher i Ice Box, som har en publikkapacitet på 4 200 åskådare, i Lincoln i Nebraska. Stars har vunnit tre Anderson Cup, som delas ut till det lag som vinner USHL:s grundserie, för säsongerna 1999–2000, 2000–2001 och 2002–2003 och två Clark Cup, som delas ut till det lag som vinner USHL:s slutspel, för säsongerna 1996–1997 och 2002–2003.
De har fostrat spelare som Zach Aston-Reese, David Backes, Matt Bartkowski, Brandon Bochenski, Jared Boll, Brandon Bollig, Carter Camper, Chris Casto, Erik Condra, Jared Coreau, Ryan Dzingel, Jimmy Hayes, Linus Klasen, Paul LaDue, Brian Lee, Vinni Lettieri, Dakota Mermis, Jordan Pearce, Chris Porter, Kevin Roy, Colin Stuart, Brock Trotter och Chris VandeVelde.